# Lomaria glandulifera
Lomaria glandulifera là một loài dương xỉ trong họ Blechnaceae. Loài này được Hew., Houlst. & T.Moore mô tả khoa học đầu tiên năm 1851.
Danh pháp khoa học của loài này chưa được làm sáng tỏ. 